# Elsnab
Elsnab        Gården ligger i Ulsted Sogn, Kær Herred, Aalborg Amt, Aalborg Kommune.
Navnet kommer af " el " og snabe " d.e. hjørne, altså ellehjørnet. I middelalderen beboedes Elsnab, som er en gammel enstedgård, (gård med særjord og intet markfællesskab med naboerne) af selvejerbønder. Men engang i 1300erne gav den sidste jordegne bonde sig - vel på grund af økonomiske vanskeligheder, eller fordi han ønskede beskyttelse i datidens ufredstider - ind under det mægtige Børglum Kloster, hvis fæstere han og hans efterfølgere blev.
Elsnab Gods er på 711 hektar.

## Ejere af Elsnab
- (        -1401) Beboedes Elsnab, som en enstedgård,  af selvejerbønder.
- (1401-1536) Børglum Kloster
- (1536-1573) Kronen
- (1573-1687) Langholt
- (1687-1689) Elkær
- (1689-1798) Vraa
- (1798-1807) Lars Christensen Hougaard købt til selveje ( 1250 rdlr.)
- (1807-1852) Christen Nielsen
- (1852-1867) Jens Christensen
- (1867-1902) Jens Jensen ( Hedegaard )
- (1902-1908) Isak Bastholm
- (1908-1911) Anna Margrethe Pedersen gift Bastholm
- (1911-1955) Christian Bastholm
- (1955-1985) Jens Bastholm
- (1985-1995) Isak Bastholm
- (1995-2014) Lars Springborg
- (2014- 2020) Klaus Aage Bengtson
- (2020-         ) Klaus Aage Bengtson & Svend Olav Bengtson